# الويكي تهوى الأرض

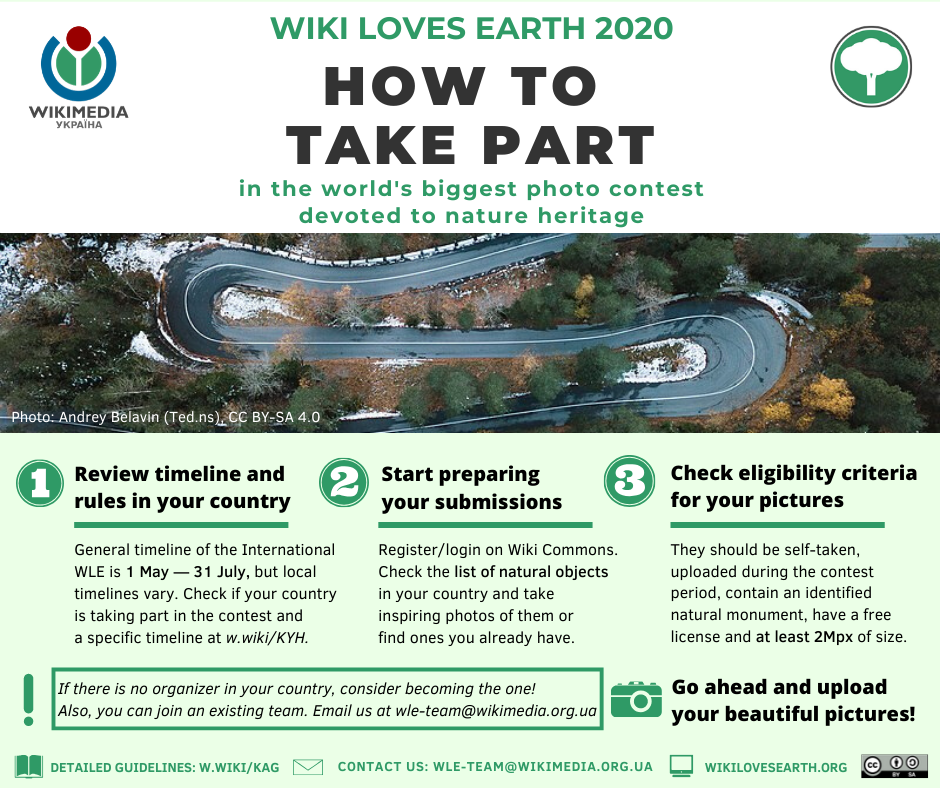
إنفوجرافيك حول كيفية المشاركة في الويكي تهوى الأرض

الويكي تهوى الأرض هي مسابقة تصوير استمدّت فكرتها من مسابقة الويكي تهوى المعالم الناجحة عالمياً، تهدف إلى إجراء مسابقة بجوائز مادية تستفيد منها ويكيبيديا بزيادة مخزونها من الصور الحرة عن طبيعة بلدان العالم العربي وكذلك باقي أنحاء العالم. بدأت المسابقة في عام 2013 بدولة أوكرانيا حصراً، إلا أنَّها توسَّعت في عام 2014 إلى أكثر من 15 دولة من أربع قارات مختلفة.تقام المسابقة في شهر يونيو من كل عام
الهدف من الحدث هو تسليط الضوء على مناطق الطبيعة المحمية في البلدان المشاركة بهدف تشجيع الناس على التقاط صور لهذه المعالم ، ووضعها تحت ترخيص مجاني يمكن إعادة استخدامه بعد ذلك ليس فقط في ويكيبيديا ولكن في كل مكان بواسطة كل واحد.

## الفائزون
فيما يلي قائمة الفائزين بالجائزة الأولى الدولية لـ ويكي تهوى الأرض
| صورة | عام  | مصور فوتوغرافي      | دولة     | وصف |
| ---- | ---- | ------------------- | -------- | --- |
|      | 2013 | Krasnickaja Katya   | أوكرانيا | الفجر في محمية Ai-Petri Yaila الطبيعية (زاكازنيك).                                                                                   |
|      | 2014 | Balkhovitin         | أوكرانيا | منظر لمتنزه الكاربات الوطني من هوفرلا ، إيفانو فرانكيفسك أوبلاست.                                                                    |
|      | 2015 | Zaeem Siddiq        | باكستان  | المنتجعات في شانجريلا ، سكاردو . تُعرف هذه البحيرة أيضًا باسم بحيرة كاتشورا السفلى . منتزه كاراكورام الوطني المركزي ، جيلجيت بالتستان. |
|      | 2016 | Cedomir Zarkovic    | صربيا    | كهف ستوبيتا هو كهف من الحجر الجيري بالقرب من سيروجوينو ، على سفوح جبل زلاتيبور في جبال الألب الدينارية.                              |
|      | 2017 | Sergey Pesterev     | روسيا    | جزيرة أوجوي في الشتاء ، بحيرة بايكال ، حديقة بريبايكالسكي الوطنية .                                                                  |
|      | 2018 | Ekaterina Vasyagina | روسيا    | Cape Stolbchaty في جزيرة Kunashir بعد غروب الشمس. محمية كوريلس الطبيعية ، روسيا                                                      |
|      | 2019 | Sven Damerow        | ألمانيا  | ديموازيل مخطط تحوم بالقرب من بذرة الهندباء في بحيرة جولبر سي في براندنبورغ ، ألمانيا                                                 |
|      | 2020 | Touhid biplob       | بنغلاديش | زرزور كستنائي الذيل (Sturnia malabarica) في حديقة ساتشاري الوطنية ، بنغلاديش                                                         |

## إحصائيات
| عام  | الدول | تحميلات | مشاركون |
| ---- | ----- | ------- | ------- |
| 2013 | 1     | 9695    | 346     |
| 2014 | 14    | 62.541  | 2889    |
| 2015 | 25    | 104،201 | 8837    |
| 2016 | 24    | 109،936 | 13187   |
| 2017 | 36    | 130482  | 15.074  |
| 2018 | 32    | 89683   | 7645    |
| 2019 | 37    | 94،699  | 9699    |
| 2020 | 34    | 106،240 | 9095    |

## روابط خارجية
- الموقع الرسمي
- إحصائيات Wiki Loves Earth (عامة ولكل دولة مشاركة)